# Celavisa
Celavisa is een plaats (freguesia) in de Portugese gemeente Arganil en telt 283 inwoners (2001).